# ザーホー
ザーホー（ クルド語: Zaxo, ; زاخۆ; シリア語 (マクロランゲージ): ܙܟܼܘ;英語:Zakho）はイラクのクルディスタン地域にあるドホーク県で2番目に大きい都市で、ザーホー地区の中心の街である。ドホークから見て北西に50kmの地点にある。イラク・トルコ国境から西に8kmのところにある。人口は約35万人。
もともとは市内を流れる小ハブール川の中洲である。小ハブール川はザーホーから西に流れ、トルコ・イラク国境をなし、ティグリス川に注いでいる。この地域で最も重要な川は、ゼリザ川（Zeriza）、シーアコティク川（Seerkotik）と小ハブール川である。
2010年7月、ザーホー大学が開校した。ザーホー大学はクルディスタン地域の11番目の公立大学である。

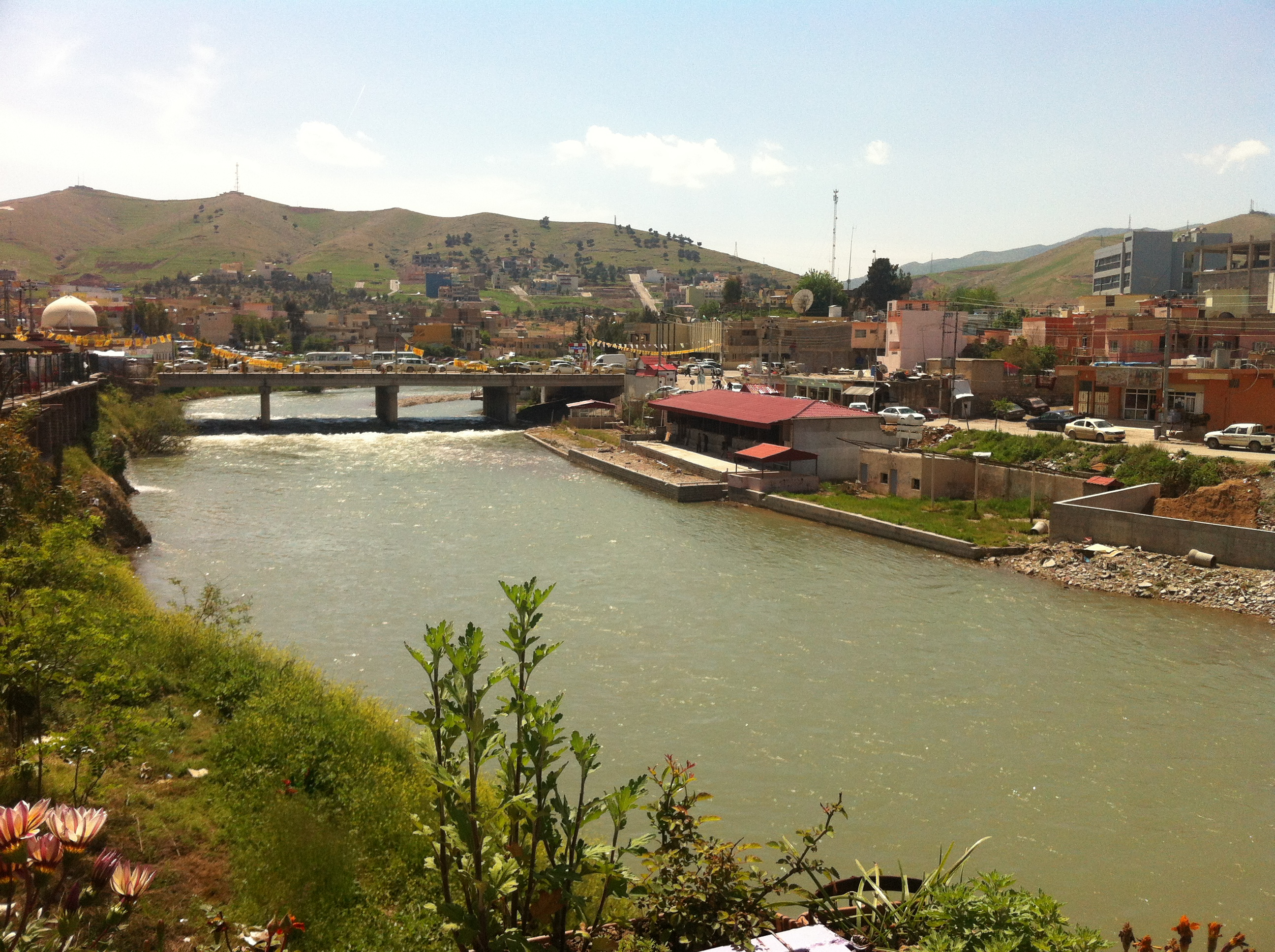
小ハブール川とザーホーの街

## 地名の由来
ザーホーの地名の由来にはいくつかの説がある。アラム語のザホタ（Zakhota）（=勝利）から来ているとする説があり、これは現在のザフー近くで行われたローマ帝国とペルシャの戦いで、ローマ軍が勝ったことに由来するとしている。またクルド語のゼイ・ホウィン（Zey-Khowin）（=血の川）に由来するとするものがあり、同じ戦いから来ているとされる。他の説ではクルド語のゼイ（Zey）（=川）とホワク（Khowak）（=川が蛇行しているところ）が名前の由来であるとするものがある。

## 歴史

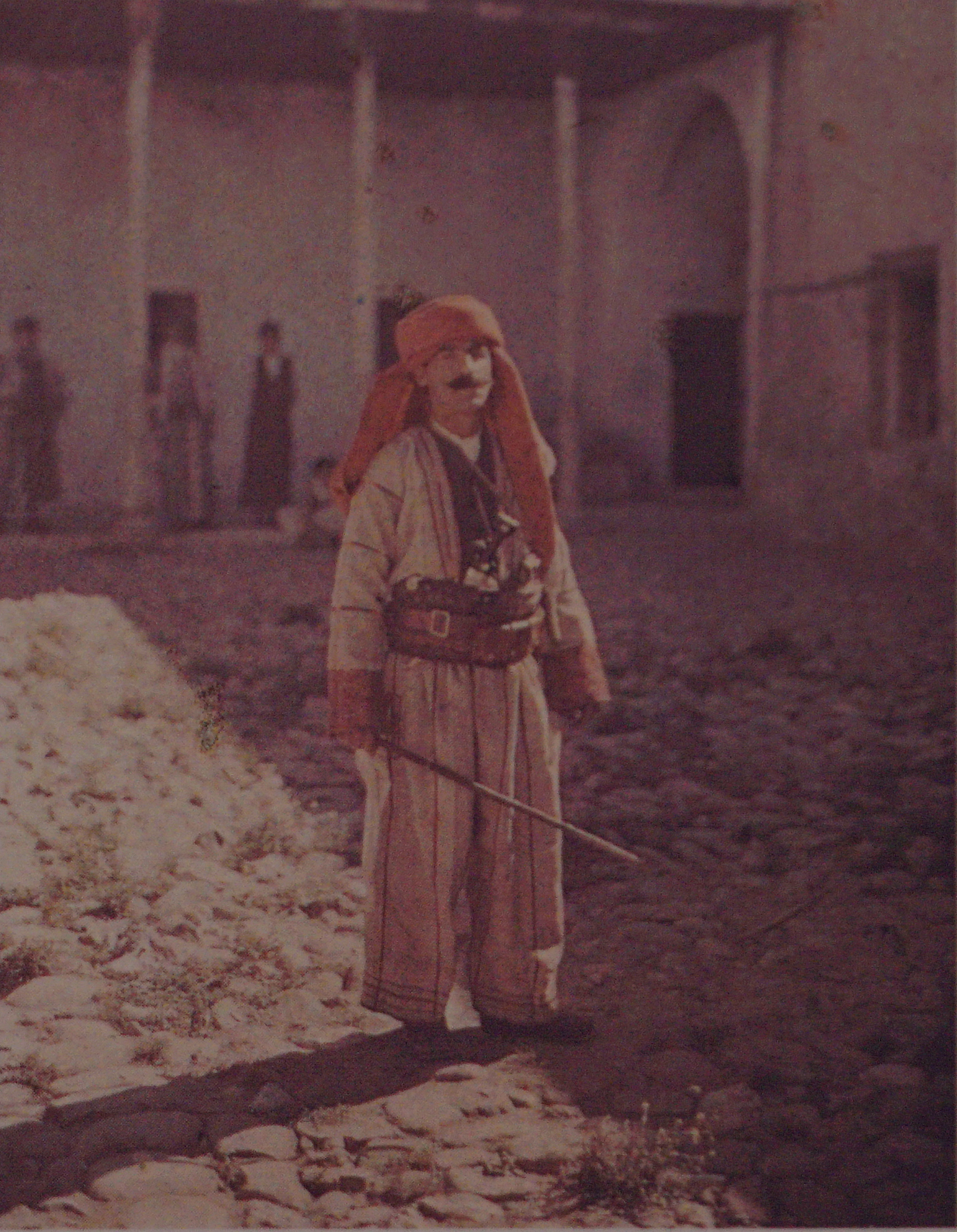
ザーホーのクルド人。1910年代

ザーホーの町は古代ギリシアから知られていた。1844年、旅行者のウィリアム・フランシス・アインスワースは「現在のザーホーの外観はクセノポンが記述した時代の様子と偶然にも注目すべき点で似ている」（"The appearance of Zakho in the present day coincides in a remarkable manner with what it was described to be in the time of Xenophon."）と述べた。ガートルード・ベルはかつてのハサニエ（Hasaniyeh）が現在のザーホーの位置と同じ場所にあることに納得した。彼女はこの地域に初めてキリスト教を伝えたドミニコ会の修道士で宣教師のポルド・ソルディーニ（Poldo Soldini）が、1779年にザーホーに埋葬されたことについても報告した。彼の墓は1950年代までは聖地巡礼の目的地だった。
ザーホーはかつてクルド首長諸国の一員であった。
ユダヤ人
ザーホーはかつてシナゴーグと、「アッシリアのエルサレム」あるいは「クルディスタンのエルサレム」と呼ばれる古代からの大きなコミュニティで知られていた。この地のユダヤ人は祖先の話していたアラム語あるいはそこから派生した言語である新アラム語（古アラム語と対比して）を使用していた。小ハブール川の土手は旧約聖書にも古代イスラエル人が追放された場所のひとつと記述されている。（歴代誌上　5:26、列王記下、17:6、18:11）

1891年にこの地のユダヤ人は大規模な攻撃を受け、シナゴーグの1つが焼き打ちされた。1892年に迫害は激化し、重税が課せられ、略奪がおき、ユダヤ人は逮捕されて拷問され、身代金を要求された。ザーホーのユダヤ人は1920年以後パレスチナに移住し、最初のパレスチナに住むユダヤ人となった。他のユダヤ人の大部分はイラク政府からの迫害を受け、エズラ・ネヘミア作戦により1950年代にイスラエルに移住させられた。ザーホーに移住したユダヤ人で読み書きができるものは少なかったため、ユダヤ教とイスラム教の両方の伝統から生まれた伝説や叙事詩、民謡などが生まれ、独自の口述伝承が発達した。
カリフォルニア大学ロサンゼルス校（UCLA）のヘブライ語の教授であるヨナ・サバールはザーホーの出身である。
アッシリア人
ザーホーはカルデアカトリック教会の教区の中心地であった。それはかつてアディアベネやアルビールの属司教だったマルタのかつての教区に一致している。5世紀から7世紀にかけて、アッシリア人の主教が何人かいたことも言及されている。（Chabot, "Synodicon orientale", 676）ザーホーにはもともと北方の村に住んでいたアッシリア人のカトリックも多く住んでいた。かつてはアマディアとアクラという2つの教区があったが、19世紀半ばにアマディア、ザーホー、アクラ-ゼーバル（Akra-Zehbar）の3つに分けられた。ザーホー教区には3500人のアッシリア人カトリック、10人の在住の聖職者、5人のラッバン・ホルミズド修道院の修道士、15の教区やその関連施設、20の教会やチャペルと1つの小学校があった。
湾岸戦争、イラク戦争によりイラク人のキリスト教徒への感情が悪化し、この地域のキリスト教徒は迫害を受けている。
近年
ザフーには数十年にわたって国境検問所が設けられた。この町は主要な交易の場で、北部のほとんどと中部を支配するクルド人に商品をもたらしていた。1818年、カンパニール（Campanile）は巨大な交易の中心都市で、米や油、ごま、ろう、レンズマメや多くの果物と並んで虫こぶの取引で有名であると記述している。

商業戦略的に重要な都市であり、働き口も多かったことから、ザーホーにはイラク各地やシリア、トルコから多くの労働者や出稼ぎの人が集まった。トルコとの貿易は現在の経済の重要な要素である。石油の掘削は2005年に始まった。

1991年、フセイン政権がクルド人の反乱に対し非人道的な対応をした際、ザーホーはイギリス、アメリカの安心提供作戦によって、サッダーム・フセインの大虐殺からクルド人を守るための安全地帯に指定された。街の住民の多くは山に逃げ込み、アメリカ軍は到着した際、街はゴーストタウンのようになっていたと記した。

アメリカ軍は1996年に撤退する際、アメリカ軍と何らかのかかわりを持ち、報復を恐れる数千人のクルド人を疎開させた。彼らのうち多くはアメリカ国内で保護を受けた。マクドウォール（McDowall）は、このためにザーホーはほとんどの教養ある市民を失い、突然中枢人物を失ってしまったと述べた。

2008年、トルコ軍がイラク政府と1990年に交わした合意に基づきザーホー地区の4つの記事を保有していることが報告された。

2011年、アッシリア人を標的としたドホーク暴動がザーホーでもムスリムの聖職者の主導によって起こされた。

## 名所

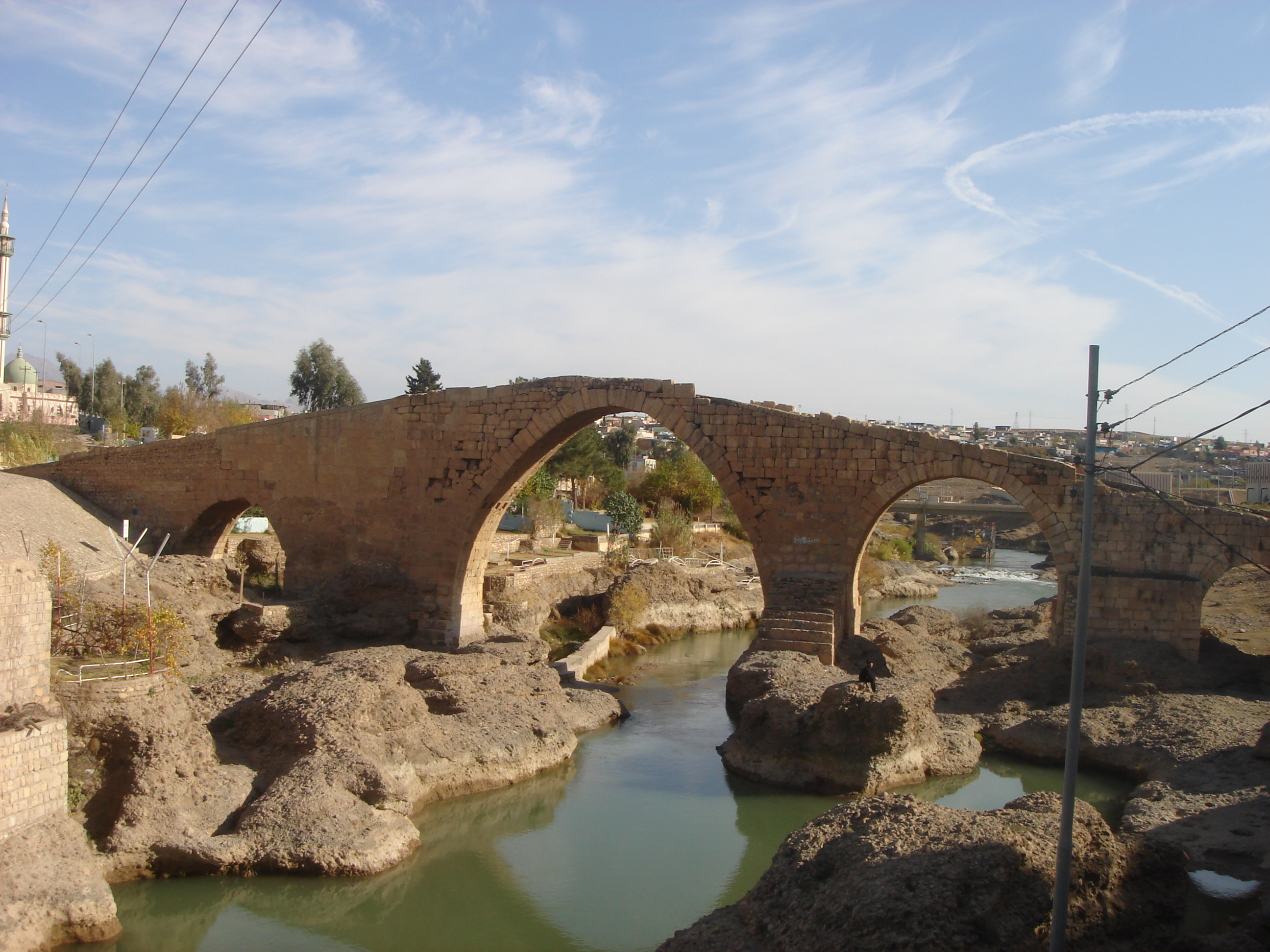
ダラル橋

ザーホーの有名な名所の一つにダラル橋がある。この橋は小ハブール川の上に架かっている"。橋は1枚の非常に大きな石によってできているため橋に美的価値が加わっているが、建造当時周辺に大きな石がなかったため作られ方に関しては諸説ある。
ザーホー城は小ハブール川西岸の、街の中心部にある。クルド首長諸国の首長国バディナンの首長の在位中の邸宅であり、アリ・ハン（Ali Khan）皇太子によって拡張された。城は古い城の跡地に建てられた。現在は塔のみが残る。
クァバド・パシャ城（Qubad Pasha castle）はザフー霊園の中にあり、六角形をしており、6枚の窓と、入口の門がある。

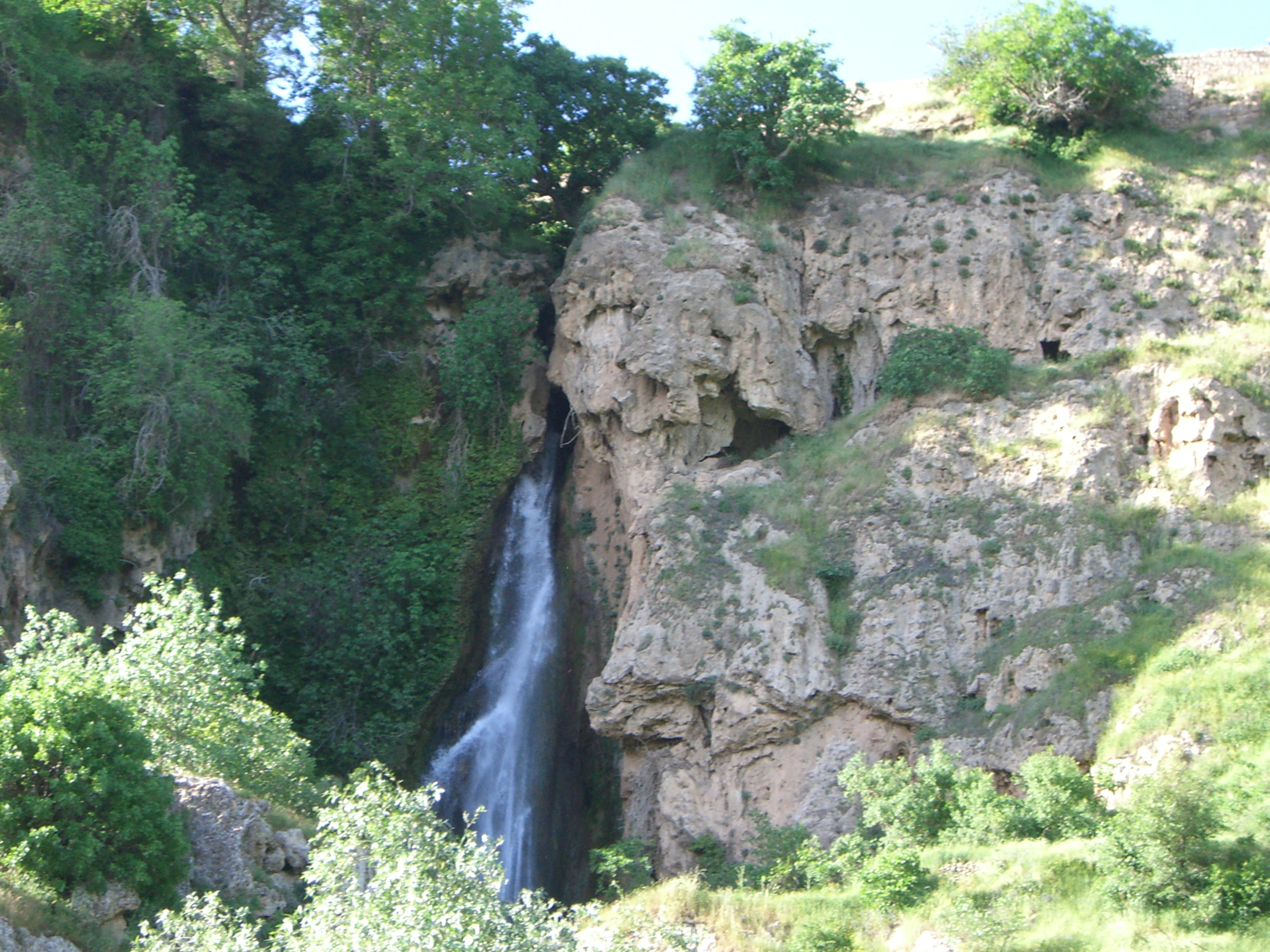
シャラニシュ滝

シャラニシュ滝（Sharanish）はザーホーの北40kmの森林地帯にある。夏でも32°Cを超えることはない。

## ザーホーを離れた人々
アメリカの各地、特にナッシュビルやデトロイト、サンディエゴ、ヒューストン、フェニックスに住むアッシリア人は起源をザーホーに持つ人が多い。
2007年、UNHCRはイラク戦争のために家に戻れない人がまだ1万人いると報告した。

## スポーツ
ザーホーFCは1987年に設立されたクルディスタンにあるスポーツクラブである。ザーホーFCはイラクのサッカーチームのうち上位16チームだけが参加できるイラク・プレミアリーグに参加している。ザーホーFCのホームスタジアムには2万人を収容できる。

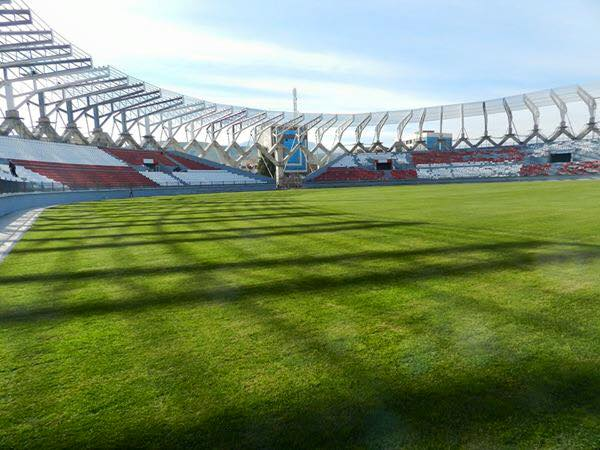
ザーホーのサッカースタジアム

ザーホーSC（ザーホーバスケットボールクラブ）はザーホーに本拠地をおくバスケットボールチームで、2011年にクルディスタンバスケットボールスーパーカップでアルビールのドホークSC (バスケットボール)を倒して優勝した。